# Akân (Bible)
Pour les articles homonymes, voir Akan.

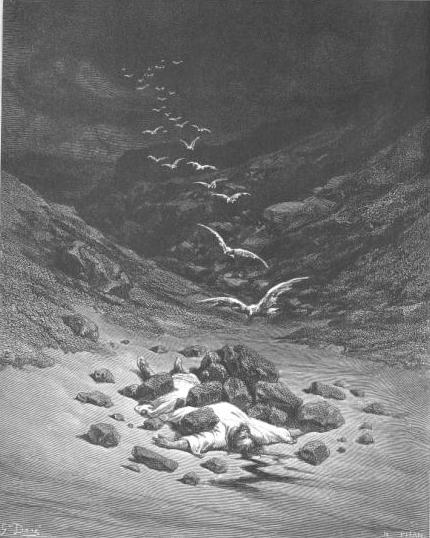

Akân (hébreu עכן) est un personnage biblique cité dans le Livre de Josué et appelé Akar dans le Premier Livre des Chroniques. Il est membre de la tribu de Juda. Il désobéit aux ordres de Josué et est exécuté pour cela.

## Récit biblique
Lors de la prise de Jéricho par les juifs, Josué ordonne à son peuple que, selon la volonté de Dieu, aucun objet de la ville ne devra être emporté. Ceux-ci sont consacrés à Dieu et, si une seule personne désobéissait à cet ordre, il provoquerait alors l'anathème sur tout le peuple juif et serait immédiatement mis à mort.
Akân, appelé aussi Akar, désobéit alors à cet ordre et poussé par sa cupidité s'empare d'un manteau de Shinear, de 200 sicles d'argent et d'un lingot d'or pesant 50 sicles,.
Sans rien savoir de cette trahison, Josué ordonne ensuite à ses soldats d'attaquer la ville d'Aï. Mais cette attaque se solde par une défaite et de nombreux soldats sont tués. Josué se tourne alors vers Dieu, ne comprenant pas pourquoi il l'a abandonné. Dieu révèle alors à Josué qu'une personne n'a pas écouté ses ordres et s'est emparé d'objets lors de l'attaque de Jéricho.
Josué réunit alors tout son peuple tribu par tribu et, par cléromancie, se fait désigner la tribu de Juda 
comme étant celle dans laquelle se trouve le traître. Puis de la même manière, Dieu désigne à Josué le clan puis la famille et enfin l'homme responsable.
Akân, ainsi désigné par Dieu, avoue tout de suite. Les objets volés sont retrouvés enterrés sous sa tente. Pour que l'anathème soit levé, Josué ordonne alors de l'emmener avec tout ce qui lui appartient, c'est-à-dire avec ses filles, ses fils et ses bêtes dans une vallée pour qu'ils soient lapidés par tout le peuple d'Israël. Ils sont ensuite brûlés puis leurs dépouilles sont recouvertes de pierres. Le lieu où est situé ce cairn de pierres est alors appelé basse plaine d'Akor, à quelques kilomètres au nord de Jéricho,.